# Tresteg för herrar i friidrott vid olympiska sommarspelen 2024

Guldhoppet i tresteg.

Herrarnas tresteg vid olympiska sommarspelen 2024 avgjordes den 7 och 9 augusti 2024 på Stade de France i Frankrike. 32 idrottare från 20 nationer deltog i tävlingen. Det var 30:e gången grenen fanns med i ett OS och den har funnits med i varje OS sedan starten av de olympiska sommarspelen 1896.
Alla på prispallen i Tokyo OS var tillbaka i Paris OS. Pedro Pichardo, Zhu Yaming och Hugues Fabrice Zango. Samma tre individer var på pallen i VM 2022 även om Zango tog silvret. I VM 2023 var Zango vinnaren före Lázaro Martínez och Cristian Nápoles. Jordan Díaz hade det längsta hoppet för säsongen på 18,18 meter, vilket var det tredje längsta hoppet nånsin. Pichardo var den enda andra idrottaren som hade hoppat över den magiska 18-metersgränsen under säsongen.
Almir dos Santos satte igång finalen med 16,41 meter. Zango höjde det med en meter till 17,43. Sedan tog Pichardo över ledningen med 17,79 meter, från bakre delen av startbrädan. Martínez gick upp på tredje plats med 17,00. Jaydon Hibbert tog sedan över tredjeplatsen med 17,31. Det dröjde ytterligare fyra hopp innan Jordan Díaz tog ledningen när han hoppade 17,86 meter. Ett par hoppare senare gick Andy Díaz upp på tredje plats med 17,63. I den andra rundan kom Pichardo nära att ts över ledningen genom att hoppa 17,84 från mitten av brädan, 19 cm från linjen. Hade han lyft från främre delen av brädan hade han tagit över ledningen och i slutändan tagit guldet. Hibbert förbättrade sig till 17,61 för att komma nära tredje platsen utan att nå  dit. Pichardo fortsatte att ha problem med sina ansatser och kunde inte göra någon förbättring. Jordan Díaz hoppade 17,85 och 17,84 i sitt tredje och fjärde hopp för att bekräfta sin ledning. Förutom Andy Díaz som lade till en enda cm på sitt sista försök, kunde ingen av ledarna förbättra eller ändra position i sista omgången. 
Alla tre medaljörerna var födda på Kuba och hade tidigare representerat Kuba i internationella tävlingar men tävlade nu för andra länder.
| Spel          | Guld                | Silver                  | Brons             |
| Tresteg damer | Jordan Díaz Spanien | Pedro Pichardo Portugal | Andy Díaz Italien |

## Kvalificering till OS-grenen
Kvalificeringsperioden för herrarnas tresteg var mellan 1 juli 2023 och 30 juni 2024. 32 idrottare kvalificerade sig till evenemanget, med högst tre idrottare per nation, genom att klara av kvalificeringsstandarden 17,22 meter eller genom sin världsranking i friidrott för denna gren.

## Schema
Alla tider är CET.
| Datum          | Tid   | Omgång |
| -------------- | ----- | ------ |
| 7 augusti 2024 | 19:15 | Kval   |
| 9 augusti 2024 | 20:13 | Final  |

## Rekord
Innan tävlingens start fanns följande rekord:
| Rekord           | Idrottare              | Längd | Plats             | Datum          |
| ---------------- | ---------------------- | ----- | ----------------- | -------------- |
| Världsrekord     | Jonathan Edwards (GBR) | 18,29 | Göteborg, Sverige | 7 augusti 1995 |
| Olympiskt rekord | Kenny Harrison (USA)   | 18,09 | Atlanta, USA      | 27 juli 1997   |

| Område                                   | Längd      | Idrottare            | Nation         |
| ---------------------------------------- | ---------- | -------------------- | -------------- |
| Afrika                                   | 18,07      | Hugues Fabrice Zango | Burkina Faso   |
| Asien                                    | 17,59      | Li Yanxi             | Kina           |
| Europa                                   | 18,29 0VR0 | Jonathan Edwards     | Storbritannien |
| Nordamerika, Centralamerika och Karibien | 18,21      | Christian Taylor     | Kuba           |
| Oceanien                                 | 17,46      | Kenneth Lorraway     | Australien     |
| Sydamerika                               | 17,90      | Jadel Gregório       | Brasilien      |

## Resultat
Anmärkningarnas förklaring finns längst ner.

### Kval
Idrottarna behövde nå kvalgränsen 17,10 meter 0Q0 eller hamna på de 12 första platserna 0q0 för att gå till final.
| Plac. | Grupp | Idrottare            | Nation       | 1     | 2     | 3     | Resultat | Anmärkning |
| ----- | ----- | -------------------- | ------------ | ----- | ----- | ----- | -------- | ---------- |
| 1     | B     | Pedro Pichardo       | Portugal     | 17,44 | —     | —     | 17,44    | 0Q0        |
| 2     | A     | Jordan Díaz          | Spanien      | 17,24 | —     | —     | 17,24    | 0Q0        |
| 3     | B     | Salif Mane           | USA          | 17,16 | —     | —     | 17,16    | 0Q0        |
| 3     | A     | Hugues Fabrice Zango | Burkina Faso | 17,16 | —     | —     | 17,16    | 0Q0        |
| 5     | A     | Almir dos Santos     | Brasilien    | x     | 17,06 | x     | 17,06    | 0q0        |
| 6     | B     | Jaydon Hibbert       | Jamaica      | 16,99 | 16,95 | x     | 16,99    | 0q0        |
| 7     | B     | Max Heß              | Tyskland     | x     | 16,98 | 16,67 | 16,98    | 0q0        |
| 8     | B     | Zhu Yaming           | Kina         | 16,47 | 16,91 | 16.66 | 16,91    | 0q0        |
| 9     | A     | Yasser Triki         | Algeriet     | x     | 16,85 | 16,77 | 16,85    | 0q0        |
| 10    | B     | Connor Murphy        | Australien   | 16,80 | 16,49 | 16,58 | 16,80    | 0q0        |
| 11    | B     | Lázaro Martínez      | Kuba         | 16,79 | 16,79 | 16,71 | 16,79    | 0q0        |
| 12    | A     | Andy Díaz            | Italien      | x     | 16,79 | 16,69 | 16,79    | 0q0        |
| 13    | A     | Jean-Marc Pontvianne | Frankrike    | x     | 16,79 | x     | 16,79    |            |
| 14    | A     | Donald Scott         | USA          | 16,58 | 16,77 | 16,74 | 16,77    |            |
| 15    | B     | Thomas Gogois        | Frankrike    | 16,67 | 14,63 | 16,77 | 16,77    |            |
| 16    | B     | Su Wen               | Kina         | 16,21 | 16,70 | x     | 16,70    |            |
| 17    | A     | Andy Hechavarría     | Kuba         | x     | 15,86 | 16,70 | 16,70    |            |
| 18    | B     | Cristian Nápoles     | Kuba         | 16,28 | 16,67 | 16,39 | 16,67    |            |
| 19    | B     | Andrea Dallavalle    | Italien      | 16,65 | 13,44 | 16,48 | 16,65    |            |
| 20    | B     | Emmanuel Ihemeje     | Italien      | 16,39 | 15,65 | 16,50 | 16,50    |            |
| 21    | B     | Abdulla Aboobacker   | Indien       | 15,99 | 16,19 | 16,49 | 16,49    |            |
| 22    | B     | Russell Robinson     | USA          | 16,47 | 16,37 | 16,21 | 16,47    |            |
| 23    | B     | Geiner Moreno        | Colombia     | 16,32 | 15,88 | 16,40 | 16,40    |            |
| 24    | A     | Jordan Scott         | Jamaica      | x     | 16,36 | 15,97 | 16,36    |            |
| 25    | A     | Tiago Pereira        | Portugal     | 15,84 | 15,96 | 16,36 | 16,36    |            |
| 26    | A     | Kim Jang-woo         | Sydkorea     | 15,66 | 16,14 | 16,31 | 16,31    |            |
| 27    | A     | Praveen Chithravel   | Indien       | 15,99 | 16,25 | 16,21 | 16,25    |            |
| 28    | A     | Jah-Nhai Perinchief  | Bermuda      | x     | 16,14 | 16,23 | 16,23    |            |
| 29    | A     | Leodan Torrealba     | Venezuela    | 16,18 | x     | 15,44 | 16,18    |            |
| 30    | A     | Ethan Olivier        | Nya Zeeland  | 16,16 | 15,91 | 15,98 | 16,16    |            |
| 31    | A     | Fang Yaoqing         | Kina         | x     | x     | 15,85 | 15,85    |            |
| 32    | B     | Necati Er            | Turkiet      | 13,65 | x     | x     | 13,65    |            |

### Final
| Plac. | Idrottare            | Nation       | 1     | 2     | 3     | 4                | 5                | 6                | Resultat | Anmärk. |
| ----- | -------------------- | ------------ | ----- | ----- | ----- | ---------------- | ---------------- | ---------------- | -------- | ------- |
| 1     | Jordan Díaz          | Spanien      | 17,86 | 17,64 | 17,85 | 17,84            | 17,25            | —                | 17,86    |         |
| 2     | Pedro Pichardo       | Portugal     | 17,79 | 17,84 | x     | 17,52            | —                | 17,81            | 17,84    |         |
| 3     | Andy Díaz            | Italien      | 17,63 | 17,33 | —     | —                | x                | 17,64            | 17,64    |         |
| 4     | Jaydon Hibbert       | Jamaica      | 17,31 | 17,61 | 17,53 | x                | x                | —                | 17,61    |         |
| 5     | Hugues Fabrice Zango | Burkina Faso | 17,43 | 16,14 | 17,25 | 16,05            | 17,50            | x                | 17,50    |         |
| 6     | Salif Mane           | USA          | 17,28 | 16,63 | 17,02 | x                | 17,19            | 17,41            | 17,41    |         |
| 7     | Max Heß              | Tyskland     | 16,50 | 16,92 | 17,38 | x                | x                | 17,07            | 17,38    |         |
| 8     | Lázaro Martínez      | Kuba         | 17,00 | x     | 17,34 | 13,35            | x                | 16,63            | 17,34    |         |
| 9     | Yasser Triki         | Algeriet     | x     | 17,05 | 17,22 | Gick inte vidare | Gick inte vidare | Gick inte vidare | 17,22    |         |
| 10    | Zhu Yaming           | Kina         | x     | 16,76 | x     | Gick inte vidare | Gick inte vidare | Gick inte vidare | 16,76    |         |
| 11    | Almir dos Santos     | Brasilien    | 16.41 | x     | 16,28 | Gick inte vidare | Gick inte vidare | Gick inte vidare | 16,41    |         |
| 12    | Connor Murphy        | Australien   | 15,99 | 16,30 | 16,11 | Gick inte vidare | Gick inte vidare | Gick inte vidare | 16,30    |         |